# Dennis Jensen
Dennis Jensen (født 11. september 1969) er dansk eliteløber. Han startede først med at løbe seriøst i den sene alder af 23 år, men er alligevel er han en af de danske løbere der har opnået mest. Han løber for Sparta.
Af bedrifter kan nævnes at han er dansk rekordholder på 5000 meteren i tiden 13:25:39. Ved Nordiske Mesterskaber i cross i år 2000 sluttede han som nr. 1. Han vandt Eremitageløbet seks gange.

## Personlige rekorder
- 5000 meter: 13.25.39 (dansk rekord)

- 10000 meter: 28.08

- Halvmaraton: 1.03.29

- Maraton: 2.18.36